# 都田口駅
都田口駅（みやこだぐちえき）は、静岡県浜松市三幸町（開業時は旧・浜名郡三方原村大原、現・浜松市中央区三幸町）にあった遠州鉄道奥山線の駅（廃駅）である。奥山線の廃線に伴い1964年（昭和39年）11月1日に廃駅となった。

## 歴史
- 1914年（大正3年）11月30日：浜松軽便鉄道元城駅 - 金指駅間開通に伴い都田駅（みやこだえき）として開業[1][2][3]。
- 1915年（大正4年）4月24日：鉄道会社名を浜松鉄道に改称。それに伴い同鉄道の駅となる[1][3]。
- 1939年（昭和14年）11月1日：都田口駅に改称[4]。
- 1947年（昭和22年）5月1日：浜松鉄道が遠州鉄道と合併。それに伴い遠州鉄道奥山線の駅となる[1][3]。
- 1964年（昭和39年）11月1日：奥山線の廃線に伴い廃止となる[1][2][3]。

## 駅構造
廃止時点で、相対式ホーム2面2線を有する地上駅で、列車交換可能な交換駅であった。互いのホームは千鳥式に配置され、駅舎側ホーム南側と対向ホーム北側を結んだ構内踏切で連絡した。駅舎側ホーム（西側）が下り線、対向ホーム（東側）が上り線となっていた。
職員配置駅となっていた。駅舎は構内の西側に位置しホーム中央部分に接していた。
列車交換以外に朝の通勤・通学時間帯などは客車の増解結も行われ、上り列車の場合、上りホームに停車して客扱いを行った後に、一旦遠鉄浜松方に進んでから下りホームに後退して待機中の客車の増結を行った。

## 駅周辺
- 国道257号[8]（姫街道(本坂通)）
- 静岡県道391号細江浜北線
- 静岡県道318号横尾根洗線

## 駅跡
1997年（平成9年）時点では、痕跡はなくなっていた。2007年（平成19年）8月時点、2010年（平成22年）時点でも同様であった。
また、1997年（平成9年）時点では、銭取駅跡附近から当駅跡附近まで、線路跡は拡幅され、自動車も通れる大きな市道に転用され、痕跡はなくなっていた。2007年（平成19年）8月時点、2010年（平成22年）時点でも同様であった。曳馬野駅跡から当駅跡附近までは、三方原台地を一直線に貫いていた。

## 隣の駅
遠州鉄道
奥山線
豊岡駅 - 都田口駅 - 谷駅